# 裕州 (五代)
裕州，唐朝末年設置的州。
唐朝天祐三年（906年），李茂貞分同州美原縣置鼎州，轄美原1縣。屬義勝軍節度使節制。天祐十二年（915年），義勝軍降後梁，鼎州改稱裕州。後唐同光元年（923年），廢除裕州，原轄美原縣改隸京兆府。
鼎州刺史
- 温韬（906年—915年）